# Hypercompe abdominalis
Hypercompe abdominalis là một loài bướm đêm thuộc phân họ Arctiinae, họ Erebidae.